# Юхары-Емишджан
Юхары-Емишджан (азерб. Yuxarı Yemişcan), ранее — Верин-Сызнек (азерб. Verin Sıznek), — село в Гызылобинском сельском административно-территориальном округе Ходжалинского района Азербайджана.

## География
Сёла Гызылоба, Ашагы-Емишджан, Хачмач, Юхары-Емишджан входят в состав Гызылобинского сельского административно-территориального округа Ходжалинского района, при этом село Гызылоба является центром этого сельского административно-территориального округа.
Село расположено на высоте 1084 м.

## История
В советский период на 1 января 1977 года село называлось Верин-Сызнек и входило в состав Кармиргюхского (ныне село Гызылоба) сельсовета Степанакертского района Нагорно-Карабахской автономной области (НКАО) Азербайджанской ССР. Указом Президиума Верховного Совета Азербайджанской ССР от 15 мая 1978 года было постановлено утвердить решение исполнительного комитета областного Совета народных депутатов Нагорно-Карабахской автономной области о переносе центра Степанакертского района из города Степанакерт (ныне Ханкенди) в рабочий посёлок Аскеран и переименовании Степанакертского района в Аскеранский район. В результате это село оказалось в составе Аскеранского района НКАО Азербайджанской ССР.
2 сентября 1991 года на совместной сессии Нагорно-Карабахского областного и Шаумяновского районного Советов народных депутатов была принята Декларация о провозглашении Нагорно-Карабахской Республики в границах Нагорно-Карабахской автономной области (НКАО) и сопредельного Шаумяновского района Азербайджанской ССР.
26 ноября 1991 года Верховный Совет Азербайджанский Республики принял Закон «Об упразднении Нагорно-Карабахской автономной области Азербайджанской Республики». В этом Законе было постановлено помимо упразднения Нагорно-Карабахской Автономной Области (НКАО), в том числе также и упразднение Аскеранского района, образование Ходжалинского района с центром в городе Ходжалы и передача территории упразднённого Аскеранского района в состав Ходжалинского района. Само это село в настоящее время называется Юхары-Емишджан (азерб. Yuxarı Yemişcan). Решением Милли Меджлиса Азербайджанской Республики от 29 декабря 1992 года № 428 село Гармикюдж (или Кармиргюх) Ходжалинского района было переименовано в Гызылоба. В настоящее время село Юхары-Емишджан входит в состав Гызылобинского сельского административно-территориального округа Ходжалинского района Азербайджана.
В результате Карабахского конфликта, село в начале 1990-х годов попало под контроль непризнанной Нагорно-Карабахской Республики (НКР). Согласно административно-территориальному делению непризнанной республики, контролировавшей село с начала 1990-х до 2023 года, село располагалось в Аскеранском районе НКР и носило название Вери́н-Сзне́к (арм. Վերին Սզնեք).
Согласно Трёхстороннему Заявлению в ночь с 9 по 10 ноября 2020 года, подписанному по итогам Второй Карабахской войны, село перешло под контроль Российских миротворческих сил.
В результате боевых действий в сентябре 2023 года Азербайджан восстановил свой контроль над селом.

## Население
Согласно Кавказскому календарю на 1910 год, население села к 1908 году составляло 392 человека, в основном армян. В 1911 году — 529 человек, так же преимущественно армяне.
Вблизи находилось село Сизник Нижний, также с армянским населением, к 1908 году — 771 человек, а по данным на 1911 год — 552 человека.